# Fridayy
Francis Leblanc (Filadelfia, Pensilvania), más conocido como Fridayy,  es un rapero, cantante, compositor, y productor discográfico estadounidense que actualmente tiene un contrato con Def Jam Recordings.

## Biografía
Fridayy comenzó a tocar instrumentos como el piano, el bajo y la guitarra a la edad de 6 años. Su padre es pastor y atribuye su pasión por la música a sus días en el santuario de la iglesia.
En 2014, Fridayy creó su primera canción junto a su primo Leo. En junio del 2022, obtuvo créditos de producción en el álbum Breezy del cantante Chris Brown. En octubre de 2022, lanzó su sencillo debut "Don't Give Up On Me". También en octubre de 2022, apareció en el álbum del rapero Lil Baby It's Only Me en la canción "Forever", que alcanzó el puesto número ocho en el Billboard Hot 100. Nuevamente en octubre de 2022, lanzó su EP debut Lost in Melody con una única aparición especial del cantante Vory. En noviembre de 2022, Fridayy recibió tres nominaciones al Grammy como artista destacado en la canción God Did de DJ Khaled para la 65.ª entrega anual de los premios Grammy en 2023.

## Discografía

### Jugadas extendidas
| Título         | Detalles del álbum                                                                                |
| -------------- | ------------------------------------------------------------------------------------------------- |
| Lost in Melody | - Liberado: 21 de octubre de 2022 - Formato: Descarga digital - Etiqueta: Def Jam, Lost in Melody |

## Discografía de producción
2022: 
Rae Sremmurd
- "Denial"

Chris Brown – Breezy
- 1. "Till the Wheels Fall Off" (con Lil Durk y Capella Grey)

Wiz Khalifa – Multiverse
- 4. "1000 Women" (con They)

DJ Khaled – God Did
- 2. "God Did" (con Rick Ross, Lil Wayne, Jay-Z, John Legend y Fridayy)

Lil Baby – It's Only Me
- 8. "Forever" (con Fridayy)

Fridayy – Lost in Melody
- 1. "Blessings"
- 2. "Empty Stomach"
- 3. "God Sent" (con Vory)
- 4. "Don't Give Up on Me"
- 5. "Know the Truth"
- 6. "Come Through"
- 7. "Momma"